# Заградовка
Загра́довка (каз. Заградов) — село у складі Єсільського району Північноказахстанської області Казахстану. Адміністративний центр Заградовського сільського округу.
Населення — 829 осіб (2021; 1000 у 2009, 1125 у 1999, 1300 у 1989).
Національний склад станом на 1989 рік:
- росіяни — 45 %
- німці — 21 %.